# 平涼府

甘粛省の平涼府の位置（1820年）

平涼府（へいりょうふ）は、中国にかつて存在した府。金代から民国初年にかけて、現在の甘粛省平涼市一帯に設置された。

## 概要
金により渭州が平涼府に昇格した。1186年（大定26年）、平涼府は鳳翔路に属した。平涼府は平涼・潘原・崇信・華亭・化平の5県と西赤城・安化・安国・白巌河・耀武の5鎮と瓦亭寨を管轄した。
元のとき、平涼府は陝西等処行中書省に属し、平涼・崇信・華亭の3県を管轄した。
明のとき、平涼府は陝西省に属し、直属の平涼・崇信・華亭・鎮原・隆徳の5県と涇州に属する霊台県と静寧州に属する荘浪県と固原州、合わせて3州7県を管轄した。
清のとき、平涼府は甘粛省に属し、平涼・華亭・隆徳・静寧州の1州3県を管轄した。
1913年、中華民国により平涼府は廃止された。